# Championnat de Yougoslavie de football 1979-1980
Navigation
Saison précédente Saison suivante
La saison 1979-1980 du Championnat de Yougoslavie de football est la cinquante-et-unième édition du championnat de première division en Yougoslavie. Les dix-huit meilleurs clubs du pays prennent part à la compétition et sont regroupées en une poule unique où chaque formation affronte deux fois ses adversaires, à domicile et à l'extérieur. En fin de saison, les deux derniers du classement sont relégués et remplacés par les deux meilleures équipes de deuxième division.
C'est le club du FK Étoile rouge de Belgrade qui remporte la compétition, en terminant en tête du classement final, avec sept points d'avance sur le FK Sarajevo et neuf sur le FK Radnicki Nis. C'est le 13e titre de champion de Yougoslavie de l'histoire du club, qui manque le doublé en s'inclinant en finale de la Coupe de Yougoslavie face au Dinamo Zagreb.

## Les clubs participants
| - Partizan Belgrade - Dinamo Zagreb - FK Étoile rouge de Belgrade - Hajduk Split - FK Vojvodina Novi Sad - NK Rijeka - FK Radnicki Nis - FK Borac Banja Luka - Buducnost Titograd | - FK Velez Mostar - FK Napredak Kruševac - FK Vardar Skopje - Promu de D2 - NK Celik Zenica - Promu de D2 - FK Sarajevo - NK Osijek - FK Sloboda Tuzla - FK Zeljeznicar Sarajevo - Olimpija Ljubljana |

## Compétition

### Classement
Le classement est effectué en utilisant le barème classique (victoire à 2 points, match nul un point, défaite zéro point).
| Rang | Équipe                      | Pts | J  | G  | N  | P  | Bp | Bc | Diff |
| ---- | --------------------------- | --- | -- | -- | -- | -- | -- | -- | ---- |
| 1    | FK Étoile rouge de Belgrade | 48  | 34 | 19 | 10 | 5  | 54 | 26 | +28  |
| 2    | FK Sarajevo                 | 41  | 34 | 17 | 7  | 10 | 55 | 41 | +14  |
| 3    | FK Radnicki Nis             | 39  | 34 | 14 | 11 | 9  | 49 | 32 | +17  |
| 4    | FK Napredak Kruševac        | 39  | 34 | 17 | 5  | 12 | 56 | 53 | +3   |
| 5    | Hajduk Split (T)            | 38  | 34 | 15 | 8  | 11 | 50 | 41 | +9   |
| 6    | FK Sloboda Tuzla            | 38  | 34 | 15 | 8  | 11 | 33 | 36 | -3   |
| 7    | FK Vardar Skopje (P)        | 35  | 34 | 11 | 13 | 10 | 38 | 34 | +4   |
| 8    | FK Velež Mostar             | 32  | 34 | 11 | 10 | 13 | 34 | 34 | 0    |
| 9    | FK Zeljeznicar Sarajevo     | 32  | 34 | 14 | 4  | 16 | 45 | 52 | -7   |
| 10   | NK Rijeka                   | 31  | 34 | 10 | 11 | 13 | 35 | 34 | +1   |
| 11   | Buducnost Titograd          | 31  | 34 | 11 | 9  | 14 | 45 | 56 | -11  |
| 12   | Dinamo Zagreb (C)           | 29  | 34 | 11 | 7  | 16 | 35 | 38 | -3   |
| 13   | FK Partizan Belgrade        | 29  | 34 | 8  | 13 | 13 | 32 | 39 | -7   |
| 14   | FK Borac Banja Luka         | 29  | 34 | 9  | 11 | 14 | 43 | 51 | -8   |
| 15   | Olimpija Ljubljana          | 29  | 34 | 9  | 11 | 14 | 39 | 47 | -8   |
| 16   | FK Vojvodina Novi Sad       | 29  | 34 | 11 | 7  | 16 | 34 | 53 | -19  |
| 17   | NK Osijek                   | 28  | 34 | 8  | 12 | 14 | 32 | 39 | -7   |
| 18   | NK Celik Zenica (P)         | 22  | 34 | 5  | 12 | 17 | 30 | 55 | -25  |

|  | Qualification pour la Coupe d'Europe des clubs champions 1980-1981                                |
|  | Qualification pour la Coupe des Coupes 1980-1981                                                  |
|  | Qualification pour la Coupe UEFA 1980-1981                                                        |
|  | Relégation directe en deuxième division                                                           |
|  | (T) : Tenant du titre (C) : Vainqueur de la Coupe de Yougoslavie (P) : Promu de deuxième division |

## Bilan de la saison
| Championnat de Yougoslavie de football 1979-1980                        |                                         |
| Champion                                                                | FK Étoile rouge de Belgrade (13e titre) |
| Coupes et trophées                                                      |                                         |
| Vainqueur de la Coupe de Yougoslavie 1979-1980                          | Dinamo Zagreb                           |
| Qualifications continentales                                            |                                         |
| Coupe d'Europe des clubs champions 1980-1981                            | FK Étoile rouge de Belgrade             |
| Coupe des Coupes 1980-1981                                              | Dinamo Zagreb                           |
| Coupe UEFA 1980-1981                                                    | FK Radnicki Nis                         |
| Coupe UEFA 1980-1981                                                    | FK Sarajevo                             |
| Coupe UEFA 1980-1981                                                    | FK Napredak Kruševac                    |
| Promotions et relégations                                               |                                         |
| Promus en Prva Liga                                                     | OFK Belgrade                            |
| Promus en Prva Liga                                                     | NK Zagreb                               |
| Relégués en Championnat de Yougoslavie de football de deuxième division | NK Osijek                               |
| Relégués en Championnat de Yougoslavie de football de deuxième division | NK Celik Zenica                         |